# جون براون (سياسي كندي، مواليد 1841)
جون براون هو سياسي كندي، ولد في 23 ديسمبر 1841 في Wentworth County, Ontario ‏ في كندا، وتوفي في 1 أغسطس 1905. نشط حزبياً في الحزب الليبرالي الكندي. وقد انتخب عضو مجلس العموم الكندي (1891 – 1892).